# Wijken en buurten in Dongen
De Nederlandse gemeente Dongen is voor statistische doeleinden onderverdeeld in wijken en buurten. De gemeente is verdeeld in de volgende statistische wijken:
- Wijk 00 Dongen-Centrum (CBS-wijkcode:076600)
- Wijk 01 Dongense Vaart (CBS-wijkcode:076601)
- Wijk 02 's-Gravenmoer (CBS-wijkcode:076602)

Een statistische wijk kan bestaan uit meerdere buurten. Onderstaande tabel geeft de buurtindeling met kentallen volgens het Centraal Bureau voor de Statistiek (2008):
| CBS-buurtcode | Buurtnaam                       | Inwonertal | Opp. totaal (ha) | Opp. land (ha) | Ligging                |
| ------------- | ------------------------------- | ---------- | ---------------- | -------------- | ---------------------- |
| BU07660000    | Dongen                          | 14600      | 590              | 578            | Locatie in de gemeente |
| BU07660001    | Dongen-West                     | 7410       | 217              | 215            | Locatie in de gemeente |
| BU07660002    | Industrieterrein Tichelrijt     | 60         | 174              | 170            | Locatie in de gemeente |
| BU07660003    | Industrieterrein De Wildert     | 10         | 56               | 56             | Locatie in de gemeente |
| BU07660008    | Verspreide huizen Dongen-Oost   | 40         | 376              | 376            | Locatie in de gemeente |
| BU07660009    | Verspreide huizen Dongen-West   | 90         | 117              | 113            | Locatie in de gemeente |
| BU07660100    | Dongese Vaart                   | 480        | 67               | 67             | Locatie in de gemeente |
| BU07660101    | Klein Dongen                    | 210        | 71               | 71             | Locatie in de gemeente |
| BU07660109    | Verspreide huizen Dongese Vaart | 340        | 781              | 769            | Locatie in de gemeente |
| BU07660200    | 's-Gravenmoer                   | 2170       | 216              | 214            | Locatie in de gemeente |
| BU07660209    | Verspreide huizen 's-Gravenmoer | 30         | 308              | 303            | Locatie in de gemeente |